# Earl Marshal
Das Amt des Earl Marshal ist ein im Mittelalter entstandener Titel des Ritterstandes in England, Irland, Schottland und später im Vereinigten Königreich. 

## England

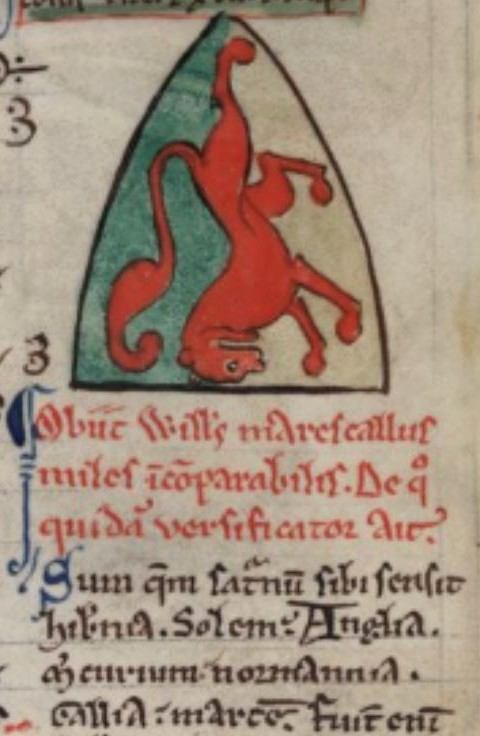
William Marshal, 1. Earl of Pembroke, Namenspatron für den Earl Marshal

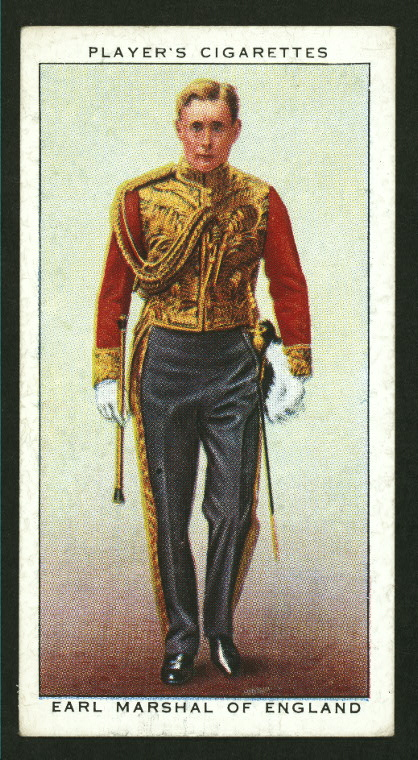
Uniform des Earl Marshal of England um 1937

Der Earl Marshal of England ist ein erblicher Titel eines hohen englischen Staatsbeamten. Zunächst lautete der Titel nur Marshal, bis unter William Marshal, 1. Earl of Pembroke, dessen Name die beiden Bestandteile Earl und Marshal noch getrennt enthielt, die Bezeichnung Earl Marshal geläufig wurde. Nachdem das Amt an die Familie der Dukes of Norfolk gekommen war, wurde Earl Marshal die offizielle Bezeichnung. Der Earl Marshal ist der achte unter den  Great Officers of State mit dem Lord High Constable über ihm und nur dem Lord High Admiral unter ihm. Das Amt wurde wie einige andere unter den Great Officers of State auch von mehreren Personen in Kommission ausgeübt.
Im Mittelalter waren der Earl Marshal und der Lord High Constable die für die Pferde und Stallungen des Königs verantwortlichen Offiziere. Als Ritterstand und Adel an Einfluss gewannen, nahm die Bedeutung des Lord High Constable ab und der Earl Marshal wurde Leiter des College of Arms (Heroldsamt), das mit allen Angelegenheiten der Genealogie und Heraldik befasst war. In Verbindung mit dem Lord High Constable saß er dem Court of Chivalry vor, einem Gericht, das sich Fragen nach der Höhe des Lösegelds, der Aufteilung der Beute, der Besoldung von Soldaten und schließlich dem Missbrauch von Wappen beschäftigte. Als einer der Groß-Offiziere ist er auch heute noch mitverantwortlich für Krönungszeremonien und Parlamentseröffnungen. 
Nach dem House of Lords Act 1999 ist der Earl Marshal neben dem Lord Great Chamberlain der einzige Träger eines erblichen Adelstitels, der geborenes Mitglied im Oberhaus ist, damit er seine zeremoniellen Aufgaben im House of Lords erfüllen kann.

## Lords Marshal von England 1135–1397
- Gilbert de Clare, 1. Earl of Pembroke 1135–1149
- Richard de Clare, 2. Earl of Pembroke 1149–1176
- John Marshal 1176–1194 (Haus Marshal)
- William Marshal, 1. Earl of Pembroke 1194–1219
- William Marshal, 2. Earl of Pembroke 1219–1231
- Richard Marshal, 3. Earl of Pembroke 1231–1234
- Gilbert Marshal, 4. Earl of Pembroke 1234–1242
- Walter Marshal, 5. Earl of Pembroke 1242–1245
- Anselm Marshal, 6. Earl of Pembroke 1245
- Roger Bigod, 4. Earl of Norfolk 1245–1269
- Roger Bigod, 5. Earl of Norfolk 1269–1307
- Robert de Clifford, 1. Baron de Clifford 1307–1308
- Nicholas Seagrave, 1. Baron Seagrave (of Barton Segrave and Stowe) 1308–1316
- Thomas of Brotherton 1316–1338
- Margaret Brotherton, Duchess of Norfolk 1338–1377
- Henry Percy, Lord Percy 1377
- John Arundel, 1. Baron Arundel, Lord Maltravers 1377–1379
- Thomas Mowbray, 1. Earl of Nottingham 1383–1397

## Earls Marshal von England 1397–heute

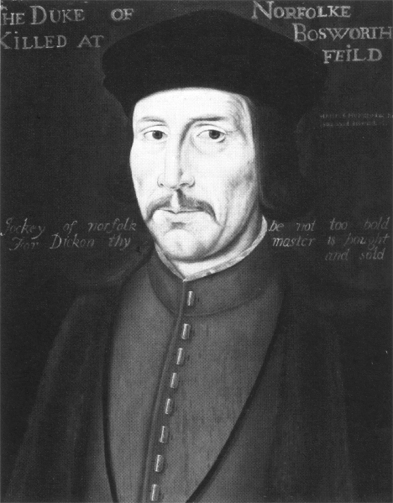
Earl Marshal John Howard, 1. Duke of Norfolk

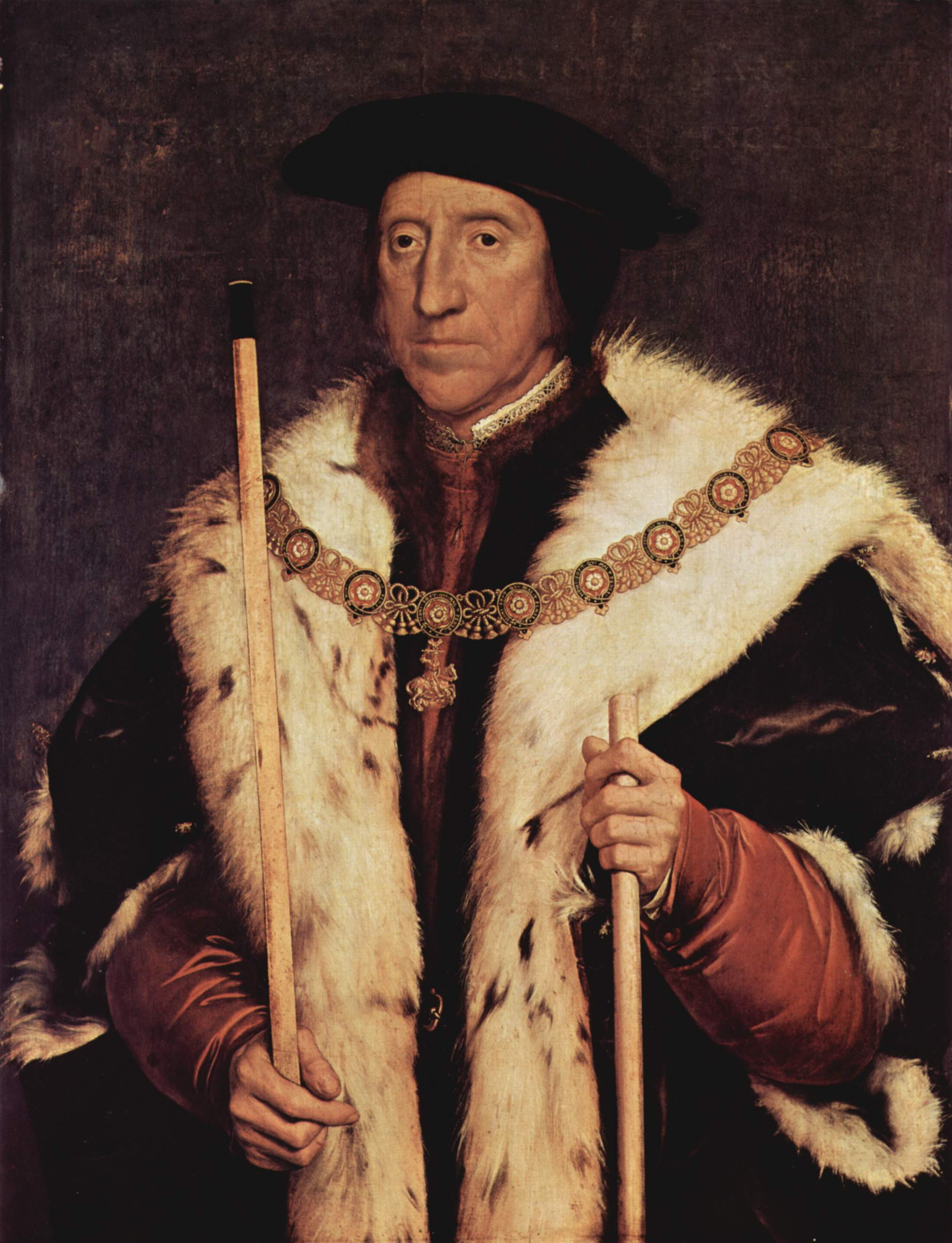
Earl Marshal Thomas Howard, 3. Duke of Norfolk

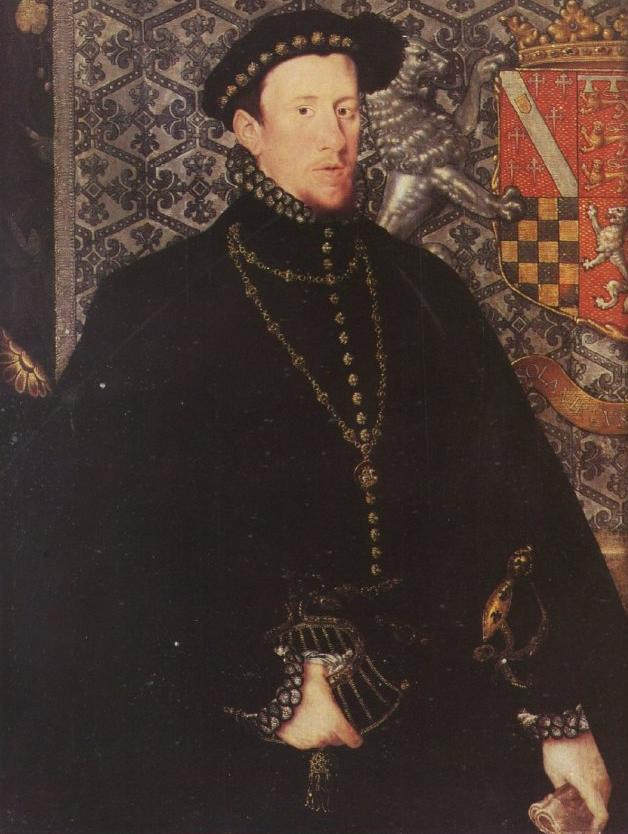
Earl Marshal Thomas Howard, 4. Duke of Norfolk

- Thomas Mowbray, 1. Duke of Norfolk 1397–1398
- Thomas Holland, 1. Duke of Surrey 1398–1399
- Ralph Neville, 1. Earl of Westmorland 1400–1412
- John Mowbray, 2. Duke of Norfolk 1412–1432
- John Mowbray, 3. Duke of Norfolk 1432–1461
- John Mowbray, 4. Duke of Norfolk 1461–1476
- Richard Plantagenet, 3. Duke of York 1476–1483
- John Howard, 1. Duke of Norfolk 1483–1485
- William Berkeley, 1. Earl of Nottingham 1486–1497
- Henry Tudor, Duke of York 1497–1509
- Thomas Howard, 2. Duke of Norfolk 1509–1524
- Thomas Howard, 3. Duke of Norfolk 1524–1547
- Edward Seymour, 1. Duke of Somerset 1547–1549
- John Dudley, 1. Duke of Northumberland 1549–1553
- Thomas Howard, 3. Duke of Norfolk 1553–1554
- Thomas Howard, 4. Duke of Norfolk 1554–1572
- George Talbot, 6. Earl of Shrewsbury 1572–1590
- in Kommission 1590–1597
- Robert Devereux, 2. Earl of Essex 1597–1601
- in Kommission 1602–1603
- Edward Somerset, 4. Earl of Worcester 1603
- in Kommission 1604–1622
- Thomas Howard, 21. Earl of Arundel 1622–1646
- Henry Howard, 22. Earl of Arundel 1646–1652
- in Kommission 1652–1661
- James Howard, 3. Earl of Suffolk 1661–1662
- in Kommission 1662–1672
- Henry Howard, 6. Duke of Norfolk 1672–1684
- Henry Howard, 7. Duke of Norfolk 1684–1701
- Thomas Howard, 8. Duke of Norfolk 1701–1732
- Edward Howard, 9. Duke of Norfolk 1732–1777
- Charles Howard, 10. Duke of Norfolk 1777–1786
- Charles Howard, 11. Duke of Norfolk 1786–1815
- Bernard Edward Howard, 12. Duke of Norfolk 1815–1842
- Henry Charles Howard, 13. Duke of Norfolk 1842–1856
- Henry Granville Fitzalan-Howard, 14. Duke of Norfolk 1856–1860
- Henry Fitzalan-Howard, 15. Duke of Norfolk 1860–1917
- Bernard Marmaduke Fitzalan-Howard, 16. Duke of Norfolk 1917–1975
- Miles Francis Stapleton Fitzalan-Howard, 17. Duke of Norfolk 1975–2002
- Edward William Fitzalan-Howard, 18. Duke of Norfolk 2002–